# Agent v sukni 2
Agent v sukni 2 (v anglickém originále: Momma's House 2) je americká krimikomedie z roku 2006, pokračování filmu Agent v sukniz roku 2000 a druhý díl trilogie. Film režíroval John Whitesell a v hlavních roli se objevil Martin Lawrence, který zopakoval svou roli agenta FBI Malcolma Turnera. Dále hrají Nia Long, Zachary Levi (ve svém filmovém debutu), Mark Moses, Emily Procter, Kat Dennings a Chloë Grace Moretz.

## Synopse
Agent FBI Malcolm Turner má za úkol se infiltrovat do rodiny jednoho z podezřelých a zjistit, kdo v ministerstvu vnitra vynáší tajné informace.

## Obsazení
| Martin Lawrence    | Malcolm Turner             |
| Nia Long           | Sherry Pierceová           |
| Zachary Levi       | agent Kevin Keneally       |
| Mark Moses         | Tom Fuller                 |
| Emily Procter      | Leah Fullerová             |
| Kat Dennings       | Molly Fullerová            |
| Chloë Grace Moretz | Carrie Fullerová           |
| Marisol Nichols    | agentka Liliana Moralesová |
| Jascha Washington  | Trent Pierce               |
| Sarah Joy Brown    | agentka Constance Stoneová |
| Kevin Durand       | Oshima                     |
|                    |                            |
|                    |                            |
|                    |                            |
|                    |                            |
|                    |                            |

## Vývoj a vydání
Na rozdíl od prvního filmu má Agent v sukni 2 rodinný charakter, zatímco původní film byl určen spíše dospělému publiku. Film byl uveden do kin 27. ledna 2006 společností 20th Century Fox. Ačkoli se dočkal převážně negativních recenzí od kritiků, byl kasovním úspěchem a při rozpočtu 40 milionů dolarů vydělal 141,5 milionu dolarů.
Pokračování s názvem Agenti v sukních: Jaký otec, takový syn bylo uvedeno do kin 18. února 2011.